# Mitro
 (novembre 2022).
 (juin 2015).
Si vous disposez d'ouvrages ou d'articles de référence ou si vous connaissez des sites web de qualité traitant du thème abordé ici, merci de compléter l'article en donnant les références utiles à sa vérifiabilité et en les liant à la section « Notes et références ».
Mitro, né Nicolae Mitrofan en 1957, est un artiste peintre français d'origine roumaine.

## Biographie
Mitro a créé sa carrière comme une vraie « success story » à l'américaine. Encouragé par ses parents dès son plus jeune âge à développer son imagination et son goût pour les couleurs et la peinture, il passe avec succès le concours d'entrée à l'Université nationale d'arts de Bucarest.
Il suivra ensuite une formation en arts graphiques, peinture, restauration et sculpture. Il sortira major de promotion. S’ensuivent de nombreuses participations à des expositions de groupe en Roumanie. À partir de 1982, il travaille également à la restauration et à la décoration de divers musées, églises et théâtres dans différentes villes de Roumanie.
L’année 1990 est un tournant pour l’artiste. Sa femme Greta Manta, comédienne de renom dans son pays, est invitée au Festival de Cannes. Lors de ce séjour, le couple tombe sous le charme de la France et décidera de s’y installer. C’est également au cours de ce voyage que Mitro découvre Venise, une ville qui le marquera profondément, tant personnellement qu’artistiquement. Installé en Normandie avec sa famille, Mitro peint la nuit et travaille le jour en tant que graphiste à Paris jusqu’en 1995, date à laquelle il décide de se consacrer entièrement à sa peinture. Une dizaine d’expositions lui seront consacrées dans les années 1990 en France, en Belgique, en Suisse et en Allemagne. Il remporte le premier prix du jury lors d’expositions de groupe à Rouen, Vascœuil et Maromme.

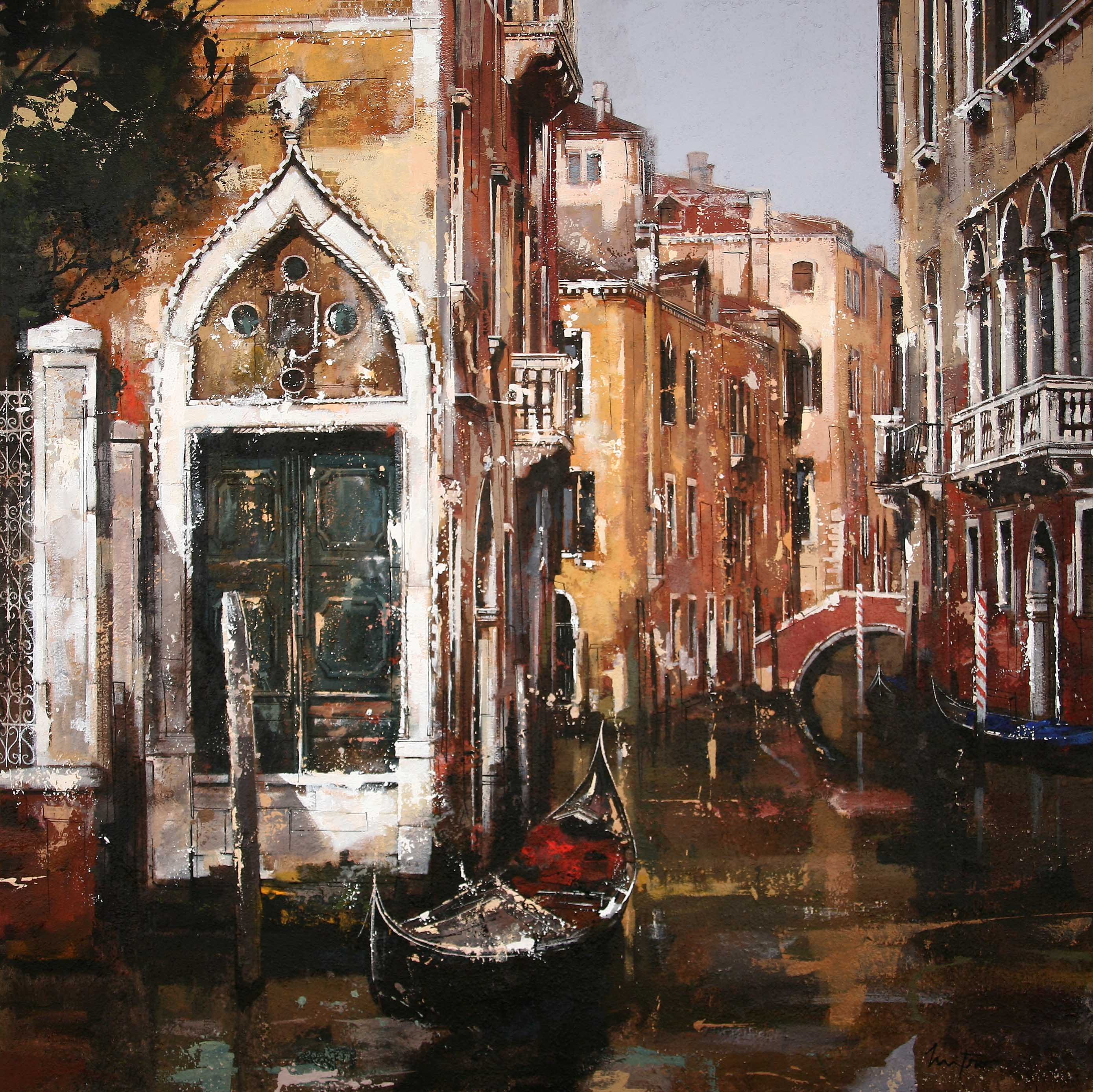
Venise demeure le sujet qui continuera d'inspirer et de faire vibrer le peintre.

À partir de 2000, les choses s’accélèrent avec la consécration de Mitro comme l'un des grands peintres français contemporains. Il connaît un grand succès après des amateurs français et étrangers. Depuis, des nombreuses expositions ont été organisées en France, en Europe et aux États-Unis.
Ses toiles sont aujourd'hui présentes au sein de collections privées aux États-Unis, Canada, Brésil, Mexique, Afrique du Sud, Émirats arabes unis, Singapour, Japon et dans les principaux pays européens.

## Expositions
1982
- Il réalise une mosaïque de 60 m2 à Brașov en Roumanie.

1982
- Réalisation d'une fresque dans une église à Băilești en Roumanie.

De 1981 à 1983
- Création de décors et costumes pour le théâtre national en Roumanie.

De 1983 à 1985
- Réalisation d’une mosaïque monumentale de 500m² dans la ville d'Arad en Roumanie.

De 1985 à 1989
- Restauration et décoration du Théâtre national Maria Filotti.

1986
- Il remporte le premier prix du Salon d’art de la ville de Lăzarea en Roumanie.

De 1987 à 1989
- Il dirige le service restauration du Musée de l'histoire à Brăila en Roumanie.

1990
- Exposition personnelle sous forme d'une installation à Gaillon en Normandie.

1992
- Remporte le prix du bureau du 54e Salon des artistes indépendants normands à Rouen en France[1].

1993
- Remporte le 3e prix du 55e Salon des artistes indépendants normands à Rouen en France[2].

1994
- Il remporte le premier prix de peinture de Vascœuil en France.

1995
- Réalisation d'un vitrail rue Lord-Byron à Paris en France.

1995 à 1999
- Expositions personnelles de Mitro en Allemagne, Belgique, France et en Suisse.

Depuis 1999
- Il expose en permanence à la Galerie Tatiana Tournemine / Art Comparaison, présente notamment en France à Paris et La Baule ainsi qu'en Suisse à Gstaad.

2014 : Ses toiles sont actuellement présentes aux États-Unis (Los Angeles et New-York), au Luxembourg, en Belgique (Knokke-Zoute) et en France ( Paris et La Baule)